# MTV Izrael
MTV Izrael (Music Television Izrael) – kanał telewizyjny nadający w Izraelu.

## Programy
- MTV חדשות (MTV News)
- Cribs
- אקסטרים אורבני (Extreme Orbani)
- ביוויס ובאטהד (Beavis and Butt-head)